# 409-й авіаційний полк літаків-заправників (Україна)
409-й авіаполк літаків-заправників  — військове формування Повітряних сил України, яке існувало у 1992—2001 роках. Полк мав на озброєнні літаки-заправники Іл-78 призначені для дозаправки в повітрі бомбардувальників Ту-95 та Ту-160.

## Історія

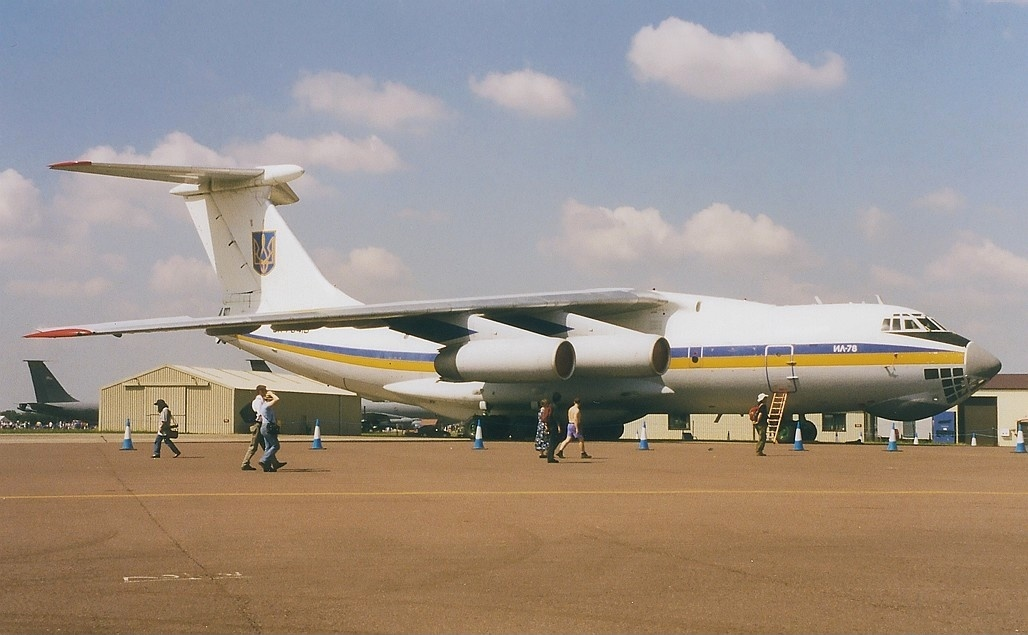
Іл-78 ВПС України на авіашоу RIAT 1997, Фейфорд, Англія.

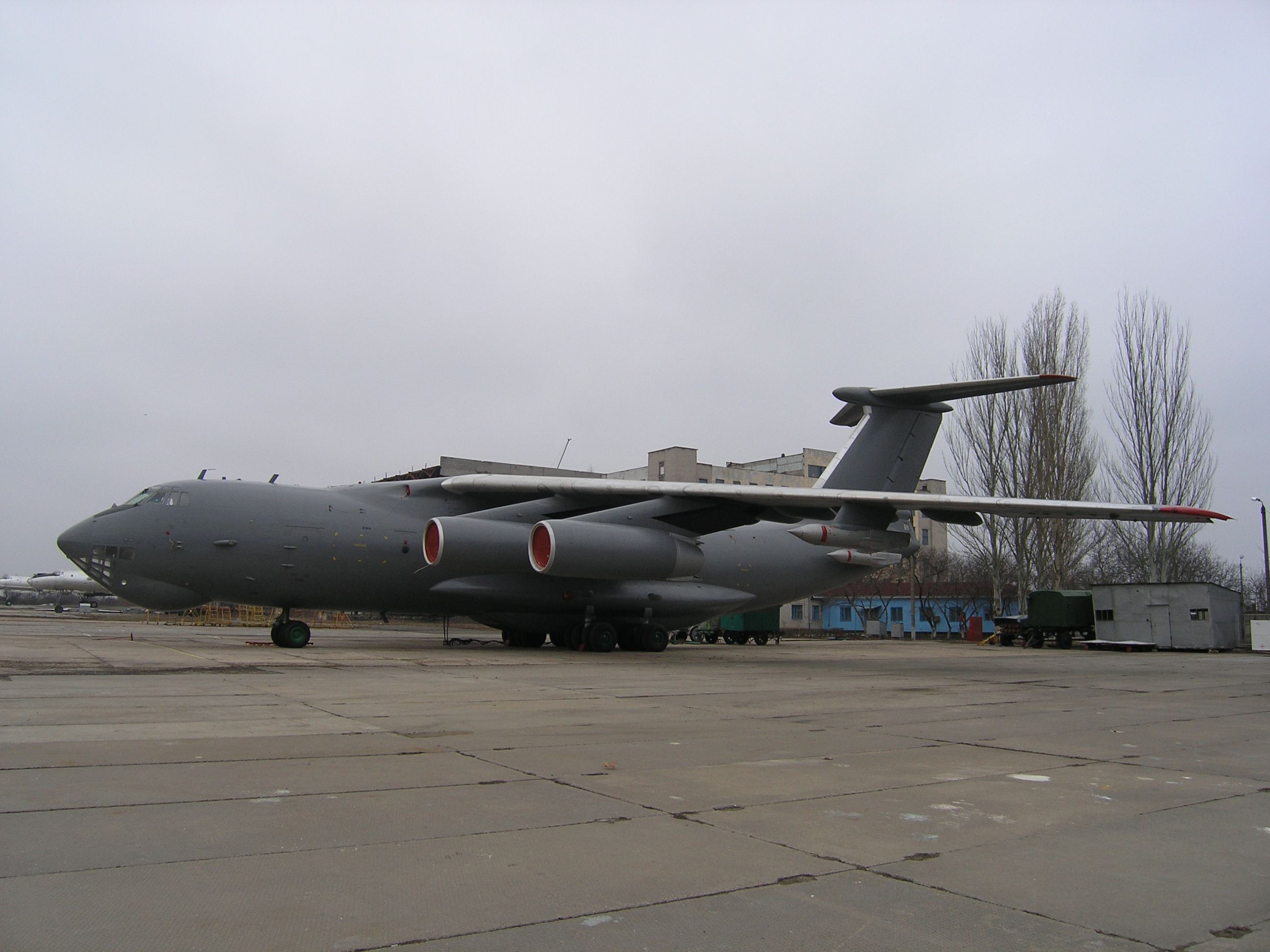
Іл-78, проданий американській приватній військовій компанії North American Tactical Aviation, Миколаївське АРП, 2008 рік.

409-й авіаполк, оснащений 21 літаком-заправником Іл-78, забезпечував дозаправлення паливом стратегічних бомбардувальників Ту-95МС з Узина та Ту-160, що базуються в Прилуках.
Іл-78, після демілітаризації та демонтажу паливозаправного обладнання, здавалися Міністерством оборони України в оренду приватним авіакомпаніям БСЛ, Бусол і ATI як вантажні літаки.
24 серпня 1997 єдиний Іл-76МД зі складу полку брав участь у авіаційному параді на честь Дня Незалежності під Києвом на аеродромі Чайка імітуючи дозаправку Су-24.
У 1998–1999 роках Алжиру було продано 5 Іл-78 (серійні № 40-10, 41-10, 46-10, 47-10 і 48-10) з частковим відновленим заправним обладнанням: були встановлені два підкрильові УПАЗ-1.
У 1998 році Іл-78 (серійний № 61-10), переобладнаний у вантажний літак, держпідприємства Міністерства оборони України «Українська авіаційно-транспортна компанія» зазнав катастрофи біля Асмери, столиці Еритреї.
У 2003 році 1 Іл-78 (серійний № 56-07), переобладнання в транспортний Іл-76ТД, був проданий уряду Анголи.
У 2005 і 2011 роках американській приватній військовій компанії North American Tactical Aviation були продані 2 Іл-78 (серійні № 64-10 та 65-10), перероблені в транспортні літаки. Літаки отримали американські реєстраційні номери N78GF і N78RX відповідно. Передбачається, що літаки використовуються для спецоперацій і оцінки можливостей авіації потенційних супротивників США.
У 2009 році в Пакистан, за контрактом від 2006 року, було поставлено 4 Іл-78 (серійні № 50-10, 51-10, 57-10 і 59-07), заново обладнаних в паливозаправники. Для здійснення поставки в Пакистан 1 Іл-78 (серійний № 49-10) був розібраний на запчастини у 2008 році.
У грудні 2011 року підписано контракт з ДК «Укроборонпром» на поставку 3 Іл-78 зі зберігання з проведенням їх капітально-відновлювального ремонту як заправників для ВПС КНР. 25 березня 2014 року відбувся перший політ після ремонту першого підготовленого до поставки Іл-78 (1987 року випуску, серійний № 59-10, заводський № 0073478359, колишній бортовий № UR-76744), який пройшов ремонт на Миколаївському авіаремонтному заводі. З 1993 року літак використовувався в комерційних цілях з демонтованим заправним обладнанням, а з 2001 року — перебував на зберіганні на аеродромі ПС України в Мелітополі.
Решта Іл-78 були порізані або поставлені на зберігання після виробітку ресурсу.